# Новіков Олександр Федорович
Олекса́ндр Федоров́ич Нові́ков (нар. 6 березня 1982, Суми) — колишній голова Національного агентства з питань запобігання корупції (НАЗК) з 2020 по 2024 роки, колишній прокурор з 2004 року, у тому числі Генеральної прокуратури України (тепер – Офіс Генерального прокурора) з 2012 по 2020 роки.

## Життєпис
Олександр Новіков народився 6 березня 1982 року в місті Суми. Має вищу юридичну освіту. Працював в органах прокуратури понад 16 років (з 2004 по 2020 роки), здійснював нагляд за додержанням та застосуванням законів усіма видами органів державної влади та місцевого самоврядування, підтримував державне обвинувачення у справах боротьби з організованою злочинністю, кіберзлочинністю та економічними злочинами.
У грудні 2019 року на відкритому конкурсі Олександра Новікова обрано Головою Національного агентства з питань запобігання корупції (НАЗК).                                                                                                                                                                                                                        Це був перший конкурс на посаду керівника центрального органу виконавчої влади, де вирішальний голос у комісії з 6 осіб (Віталій Шабунін, Катерина Риженко, Ольга Кобилинська, Тильман Хоппе, Горан Клименич, Майкл Сірс) мали міжнародні експерти відповідно до положень статті 6 Закону України «Про запобігання корупції».

### Освіта
- 2021—2022 — Києво-Могилянська бізнес-школа (Kyiv-Mohyla Business School, KMBS).[4]
- 2003—2004 — навчався в Національній академії прокуратури України.
- 1999—2004 — навчався у Національній юридичній академії України імені Ярослава Мудрого за спеціальністю «правознавство».
- Також навчався за кордоном (ILEA Budapest – International Law Enforcement Academy, 2015 ; Школа НАТО (Обераммергау) (2022), зокрема проходив міжнародні навчання з деанонімізації фінансових транзакцій, в т.ч. Bitcoin[5][6].

### Професійна діяльність
15 січня 2020 року призначено  Головою Національного агентства з питань запобігання корупції (НАЗК).
2014-2020 — прокурор відділу процесуального керівництва досудовим розслідуванням та підтримання державного обвинувачення управління нагляду за додержанням законів органами, які ведуть боротьбу з організованою злочинністю, Департаменту нагляду за додержанням законів у кримінальному провадженні та координації правоохоронної діяльності Генеральної прокуратури України.
У 2019 році успішно пройшов атестацію прокурорів.
2012—2014 — прокурор відділу захисту фінансово-економічних інтересів держави Генеральної прокуратури України.
2011—2012 — прокурор відділу нагляду за додержанням законів органами внутрішніх справ при провадженні дізнання та досудового слідства прокуратури Сумської області.
2007—2011 — прокурор відділу захисту конституційних прав і свобод громадян та інтересів держави прокуратури Сумської області.
2004—2007 — слідчий та помічник прокурора прокуратури м. Суми.
За час роботи на посаді прокурора відділу захисту фінансово-економічних  інтересів держави Генеральної прокуратури України зареєстрував 21 кримінальне провадження з розміром збитків понад 1,5 млрд грн.
Також направив 18 подань, чотири з яких прем'єр-міністрам України. За цими поданнями скасовано 42 незаконних акти центральних органів виконавчої влади та Уряду.
У 2015 році Олександр Новіков був претендентом на посаду першого заступника голови Спеціалізованої антикорупційної прокуратури (САП). Тоді комісія пропонувала призначити його  як одного з трьох кандидатів заступником голови САП.

### Відкритий конкурс на посаду Голови НАЗК
2 жовтня 2019 року Верховна Рада України ухвалила закон, що змінив модель управління НАЗК з колегіальної на одноособову.
Конкурс на посаду керівника НАЗК стартував 8 листопада 2019 року. Комісію очолили керівниця юридичного відділу Transparency International Ukraine  Катерина Риженко та міжнародний експерт Тільман Хоппе.
На посаду Голови НАЗК претендувало 30 осіб.  Згодом  комісія за результатами першого етапу оцінювання відібрала 8 кандидатів.
15 січня 2020 року Кабінет Міністрів України розпорядженням призначив новим головою НАЗК Олександра Новікова..
З 2020 року очолює делегацію України для участі в роботі Групи держав Ради Європи проти корупції (GRECO).
Розпорядженням Президента України призначено главою делегації України для участі у 9-й сесії Конференції держав-учасниць Конвенції Організації Об'єднаних Націй проти корупції.

### Діяльність в НАЗК
З початку повномасштабного вторгнення рф 24 лютого 2022 року доступ до публічної частини Реєстру декларацій, Реєстру звітів партій POLITDATA та Реєстру корупціонерів обмежено для захисту особових даних декларантів, партій та інших користувачів в умовах воєнного стану.
У  березні 2022 року Олександр Новіков направив лист-подяку міністру оборони рф Сєргєю Кужугетовичу Шойгу. У листі Голова НАЗК висловлює вдячність «за неоціненний внесок у те, що російські засоби та ресурси для нападу на Україну були розкрадені ще на етапі їхнього накопичення на кордоні».
Резонансні справи
- У 2016 і 2018 роках скерував до суду обвинувальні акти щодо злочинної організації, яка в Українському центрі оцінювання якості освіти сфальсифікувала 2 тисячі результатів ЗНО в  інтересах Адміністрації Президента України, Верховної Ради та Уряду, а також привласнила кошти Американських Рад з міжнародної освіти (2008 – 2015 рр.).[25][14]
- Також Олександр Новіков зареєстрував провадження, за яким до суду було скеровано обвинувальний акт проти міністра юстиції Олександра Лавриновича, який розтратив 1,1 млн дол. США, закупивши послуги фірми Skadden, Arps Slate Meagher & Flom LLP and Affiliates Skadden під виглядом юридичної допомоги у справі «Тимошенко проти України», розгляд якої Європейським судом з прав людини на момент закупівлі було завершено.[14][1]

15 січня 2024 року закінчився термін на посаді голови Національного агентства з питань запобігання корупції.